# 伊武希貝區
22°21′S 45°49′E / 22.350°S 45.817°E

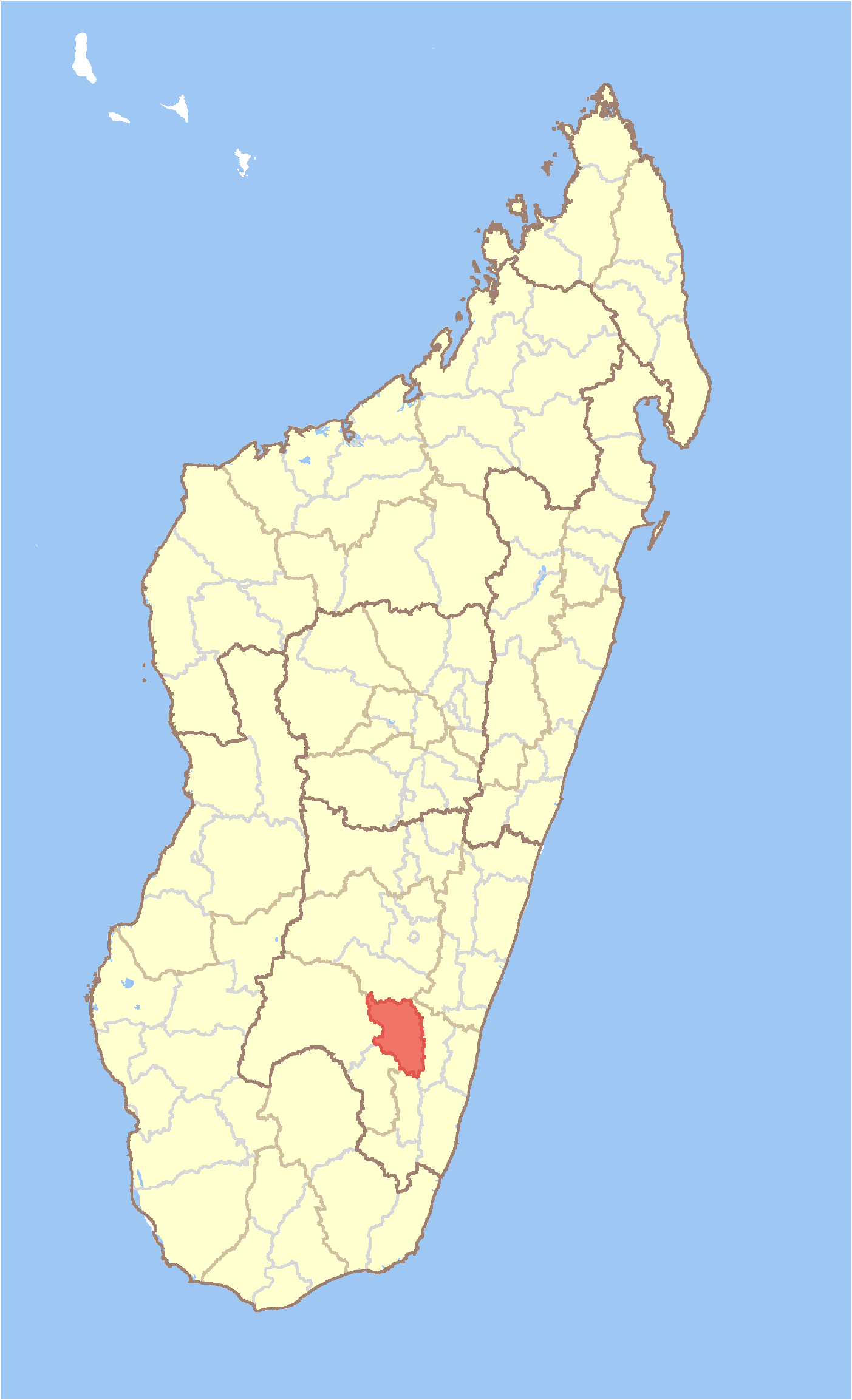

伊武希貝區，是馬達加斯加的行政區，位於該國南部，由伊霍羅貝區負責管轄，首府設於伊武希貝，面積4,119平方公里，2011年人口55,454，人口密度每平方公里13人。